# 江阳乡
江阳乡，是中华人民共和国四川省达州市达川区曾经下辖的一个乡。2019年12月，撤销江阳乡，设立明月江街道和杨柳街道。以原江阳乡老街社区、新学村、红岩村、毕云村、太平村所属行政区域为明月江街道的行政区域；将原江阳乡两角村和翠屏街道叶家湾社区、骑龙社区、杨柳社区以及三里坪街道千坵塝村、雷音铺村所属行政区域划归杨柳街道管辖。

## 行政区划
江阳乡撤銷前下辖以下地区：
毕云村、太平村、新学村、红岩村和两角村。